# Walter Kröger
Fritz Wilhelm Walter Kröger (* 22. März 1912 in Rostock-Warnemünde; † 6. März 1991 in Dresden) war ein deutscher Flugzeugingenieur und Luftfahrtpionier.

## Leben
Walter Kröger besuchte bis 1930 die Oberrealschule in Rostock. Er studierte an der Technischen Hochschule in München legte an der DVL Berlin-Adlershof die Staatsprüfung zum Flugbaumeister ab.
Von 1939 bis 1942 arbeitete er als Entwicklungsflieger bei den Arado Flugzeugwerken in Brandenburg an der Havel. Bei Arado wurde ihm die fliegerische und ingenieurmäßige Bearbeitung sämtlicher Flugversuche mit bestimmten Flugzeugmustern, besonders auch des mit Fowler ausgerüsteten Flugzeuges Ar 80, übertragen. Innerhalb der Mustererprobung von Schul- und Jagdflugzeugen (Ar 96 und Ar 197) führte er neben der Kunstflug- und Bahnneigungserprobung vor allem eine eingehende systematische Trudelerprobung durch. Die Erprobung der Arado-Fernsteuerungswaffen auf Me 110 sowie die Beteiligung am Serieneinflugbetrieb verschiedener Schul-, Jagd- und Bombenflugzeuge (Ar 79, Ar 96, Ar 68, Ar 197, Me 110, Ju 88) gehörten zu seinem Aufgabengebiet.
Ab Juni 1940 bis Mitte 1942 fiel Kröger die Aufgabe zu, die fliegerische Entwicklung des Zerstörers Ar 240 A und B mit Fowler und Wanderquerruder sowie später des geländegängigen Transporters Ar 232 A, ebenfalls mit Fowlerklappe und Wanderquerruder ausgestattet, durchzuführen. Die extreme Auslegung, vor allem des erstgenannten Flugzeugmusters, für den damaligen Entwicklungsstand, die besonders schwierigen Fragen flugeigenschaftsmäßiger Art und die vielen technischen Neuerungen stellten Anforderungen an sein technisches und fliegerisches Können.
Anfang 1943 wurde Kröger die Leitung der Abteilung Flugerprobung übertragen. In diese Zeit fiel die Erprobung des Strahlbombers Ar 234. Außerdem führte er den Erstflug eines Prototyps des militärischen Transportflugzeugs Ar 232 V1 durch. Im Jahr 1945 wurden Teile der Arado-Versuchsabteilung von Warnemünde nach Kaltenkirchen verlegt, und Walter Kröger arbeitete dort bis 1950. Danach wechselte er als Konstrukteur in die Forschungs- und Entwicklungsabteilung der Warnowwerft in Warnemünde. Er entwickelte dort vor allem Rettungsboote aus Leichtmetall, die für die DDR, die UdSSR, Westdeutschland und Großbritannien patentiert wurden.
Im Jahr 1956 wurde er an die Technische Hochschule Dresden berufen und erhielt einen Lehrauftrag an der Fakultät Luftfahrtwesen.
Nach einer Abberufung im Jahr 1957 an das Forschungszentrum für Flugzeugbau der VEB Flugzeugwerke Dresden (FWD) arbeitete er als Leiter der Flugerprobung in einer zentralen Position beim Bau des Flugzeugs 152. In dieser Funktion war er für die Aufstellung des Programms zur Boden- und Flugerprobung der 152 zuständig.
Das von ihm ausgearbeitete Erprobungsprogramm reichte von Januar bis Dezember 1959. Das Projekt stand unter erheblichem Zeitdruck, gegen den sich Kröger nicht erfolgreich zur Wehr setzen konnte oder wollte. Kröger hatte zwar die notwendige Erfahrung für einen Testflugbetrieb, konnte sich aber gegen Brunolf Baade nicht durchsetzen, möglicherweise weil er – im Unterschied zu den meisten Dresdner Flugzeugbauern – nicht von Junkers, sondern von Arado kam. Statt einer systematischen Erprobung des neuen Flugzeugs setzte Baade auf einen Schauflug zur Leipziger Messe, um den dort anwesenden Nikita Chruschtschow, der für spontane Entscheidungen bekannt war, zu beeindrucken und zum Kauf der 152 durch die Sowjetunion zu bewegen. Kröger war zwar über dieses Vorhaben informiert, hatte sich aber bis zum 5. März Bedenkzeit erbeten. Der Flug erfolgte jedoch ohne Absprache mit Kröger schon am 4. März 1959. Der Auftrag für diesen Flug, bei dem der erste Prototyp abstürzte und die Besatzung ums Leben kam, trägt seine Unterschrift. Ein Überfliegen der Leipziger Messe ist darin aber nicht vorgesehen. Das tatsächlich geflogene Programm wich vom Flugauftrag ab.
Nachdem der Flugzeugbau in der DDR eingestellt worden war, arbeitete Kröger weiterhin in den Nachfolgeinstitutionen der Flugzeugwerke Dresden. Von 1963 bis 1977 arbeitete er in der Forschung für das Institut für Leichtbau und ökonomische Verwendung von Werkstoffen (IfL) in Dresden-Klotzsche im Bereich Leichtbaufassaden.
Walter Kröger war von 1942 bis zu seinem Lebensende verheiratet. Er hatte einen 1944 geborenen Sohn und zwei Töchter, welche 1949 und 1954 geboren wurden.